# José García Aldave
José García Aldave, marquès de Guelaya (Caracas, 1 d'agost de 1845 - Madrid, 28 d'abril de 1914) fou un militar espanyol, capità general de València durant el regnat d'Alfons XIII.

## Biografia
El 9 d'agost de 1861 va ingressar a l'Acadèmia d'Enginyers de Guadalajara i en setembre de 1865 passà a l'Escola d'Estat Major. En 1869 assolí el grau d'alferes, el 1870 el de tinent i el 1871 el de capità. Aleshores fou destinat a Cuba, on va participar amb la lluita contra els rebels mambises; en 1875 ascendí a comandant i fou nomenat cap d'Estat major de Santiago de Cuba. Després dels combats de Baños Calientes, Los Negros, Brazo Escondido i Cayo Rey fou ascendit a tinent coronel. Després del Conveni de Zanjón el 12 de febrer de 1878 fou ascendit a coronel. Participà novament en l'anomenada Guerra Chiquita (1879-1880) i en 1881 fou destinat a la Península. De 1881 a 1883 fou cap d'Estat Major a la capitania general de Galícia, i després fou destinat novament a Cuba, on va combatre les partides de guerrillers a l'Havana, Matanzas i Pinar del Río. Tornà a la Península en 1893, però en 1895 fou embarcat novament cap a Cuba a combatre el moviment independentista. En 1898 fou ascendit a general, i després de la guerra hispano-estatunidenca va tornar definitivament a la Península.
En 1900 fou nomenat governador militar de València, i al desembre de 1901 de Múrcia i Cartagena. Va romandre en el càrrec fins 1907, quan fou nomenat governador militar de Ceuta. Des del seu càrrec va aprofitar per reforçar les defenses i penetrar a la regió de Tetuan. En 1910 fou ascendit a tinent general i nomenat capità general de Melilla, on va planificar les accions defensives de la plaça durant la guerra de Melilla. El 25 de desembre de 1912 va cessar en el càrrec i en març de 1913 fou nomenat Capità general de València (III Regió Militar). Alhora, el rei Alfons XIII li concedí el títol de marquès de Guelaya. El 5 de març de 1914 fou nomenat comandant general del Cos i Caserna d'Invàlids. Va morir un mes més tard a Madrid.
El seu fill, José García-Aldave Mancebo, va ser governador militar d'Alacant en esclatar la guerra civil espanyola i fou afusellat pel govern de la II República el 18 de gener de 1937.